# Siddington (Gloucestershire)
Siddington é uma paróquia e aldeia do distrito de Cotswold, no condado de Gloucestershire, na Inglaterra. De acordo com o Censo de 2011, tinha 1249 habitantes. Tem uma área de 8,62 km².